# ويليام ك. بوردمان
ويليام ك. بوردمان (بالإنجليزية: William K. Boardman)‏ هو شخصية أعمال وسياسي أمريكي، ولد في 3 فبراير 1915 بنيفادا في الولايات المتحدة، وتوفي في 18 مارس 1993 ببالم سبرينغس في الولايات المتحدة. حزبياً، نشط في الحزب الجمهوري. وقد انتخب عضو مجلس نواب ألاسكا.